# トロイヒトリンゲン
トロイヒトリンゲン (ドイツ語: Treuchtlingen, [ˈtrɔ͜yçtlɪŋən] ( 音声ファイル)) は、ドイツ連邦共和国バイエルン州ミッテルフランケン行政管区のヴァイセンブルク＝グンツェンハウゼン郡南部の市である。この街はかつてバイエルンの高速幹線鉄道が交差する地点であった。またトロイヒトリンゲン大理石でも知られている。

## 地理

### 位置
トロイヒトリンゲンは、西ミッテルフランケン地方のヴァイセンブルク＝グンツェンハウゼン郡南部に位置する。フレンキシェ・アルプの一部であるハーネンカムの南端にあたり、アルトミュール川が流れ、ここでは南向きの氾濫原を形成している。この街は鉱泉浴施設を有する州認定の保養地である。南西端のアウエルンハイム近郊には、ヴァイセンブルガー・アルプ北部のモンハイマー・アルプの張り出し部が存在する。東部を連邦道2号線（B2号線）が通っている。
アルトミュール川沿いには、中核市区の他にブーベンハイム、ツォルミューレ、ツィーゲルミューレ、ディートフルトといった地区が存在する。市域内でローグラーベン川、エストリヒェ・ローラハ川、水量の豊かなシャムバッハ川、曲がりくねったメーレンバッハ川、フンガーバッハ川がアルトミュール川に注いでいる。トロイヒトリンゲンの北側はヨーロッパ主要分水帯によってライン川水系とドナウ川水系に分けられている。グラーベン地区には、中世初期にカール大帝によって掘削された分水帯を越える運河フォッサ・カロリーナの痕跡が目に見える形で遺されている。市域には多くの湿地、トロイヒトリンゲン大理石の旧採石場、シャムバッハリート自然保護区がある。
市域の北部 1/3 は草地や野原が広がる開けた土地であるが、南部には、グロッテンホーフのような森や、パトリヒ、フィーアシュタインベルク、ミュールベルクとウールベルク、キルシュビュール、モーゼルシュタイン、ナーゲルベルクといった森に覆われた山が存在する。この他の重要な山には、ブーベンハイマー・ベルク、ゲホイビヒェル、ガイスベルク、シュマーレンベルク、シェレンベルク、エックレシュタイン、ハウスベルク、ヒルシュベルク、ホルツベルク、キューベルク、レンマーベルク、レンツビューエルがある。トロイヒトリンゲンは面積が 103 km2 であり、ヴァイセンブルク＝グンツェンハウゼン郡で最も広い自治体である。

### 隣接する市町村
トロイヒトリンゲンは、北はマルクト・ベロルツハイム、アレスハイム、ヴァイセンブルク・イン・バイエルン、東はパッペンハイム、南はランゲンアルトハイム、モーンハイム、南西はオッティングおよびヴォルファーシュタット、西はポルジンゲン、北西はハイデンハイムと境を接している。

### 市の構成
本市は54のゲマインデタイル（小地区）からなる。
| - アウエルンハイム - ベルグナースホーフ - ボンホーフ - ブーベンハイム - ディックミューレ - ディートフルト・イン・ミッテルフランケン - ドルンミューレ - アイヒホーフ - オイレンホーフ - ファルベンタール - フライハルト - フックスミューレ - グラーベン - グレンハルト | - グシュタット - グンデルスハイム - ハーク・バイ・トロイヒトリンゲン - ハーゲナウ - ハーゲンホーフ - ホイニシュホーフ - ヒュルト - ケストラインスミューレ - ケラースハウス - コールミューレ - レーンラインスミューレ - マッテンミューレ - メッツェンホーフ - メーレン | - メーレンベルク - ナースヴィーゼン - ノイファング - ノイハイム - オーベーレ・パピーアミューレ - オーバーホイメーデルン - ルッツェンホーフ - ゼークミューレ - シャムバッハ - シェルトナースホーフ - シュリッテンハルト - シャマルミューレ - シュールミューレ - ジーベンアイヒヘーフェ | - シュピールホーフ - シュタインブルーフ - トロイヒトリンゲン - ウンテーレ・パピーアミューレ - ウンターホイメーデルン - ヴァインベルクスホーフ - ヴェッテルスハイム - ヴィースホーフ - ヴィンディシュハウゼン - ツィーゲルヒュッテ - ツィーゲルミューレ - ツォルミューレ |

この他に以下の住宅地がある: メルヒャースホーフ、マイアーホーフ、ウンターミューレ、ハルトシュスター、ジートルング・パトリヒ。
ゲマルクング（伝統的な地籍区分）は、アウエルンハイム、ブーベンハイム、ディートフルト・イン・ミッテルフランケン、グレンハルト、ハーク・バイ・トロイヒトリンゲン、シャムバッハ、ヴェッテルスハイム、ヴィンディシュハウゼンである。

### 方言
トロイヒトリンゲンは、東フランケン方言とバイエルン方言とが入り交じる地域に位置している。トロイヒトリンゲンの西部では東フランケン方言とバイエルン方言に加えてシュヴァーベン方言も使われる。このため、3種類の方言の角地としばしば称される。トロイヒトリンゲンの西部では、森を開墾して来た部族が次第に出会い、言語的統一は基本的にはいわゆる民族移動時代の後の中世から近世にかけて始めてなされたのであろう。

## 歴史

### 19世紀まで

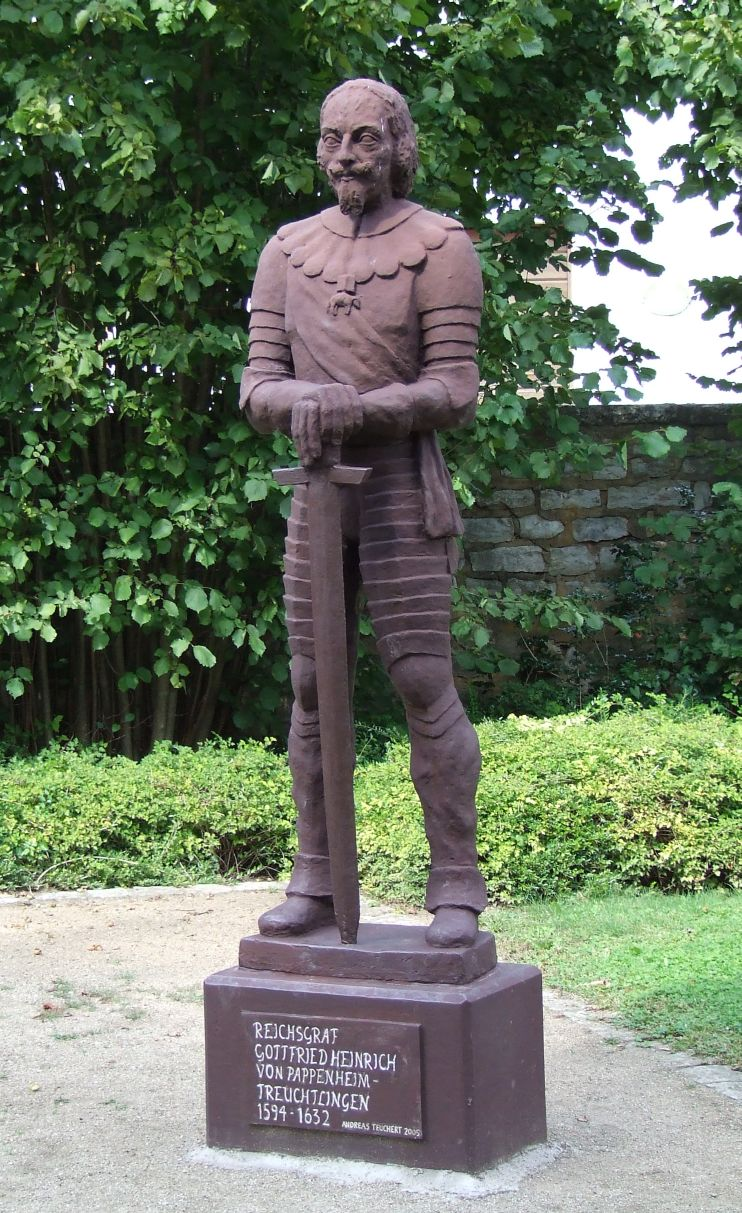
パッペンハイム伯ゴットフリート・ハインリヒの像

トロイヒトリンゲン地区は、現在の市域の中で最も古い集落の1つである。ケルト人、ローマ人、フランク人がそれぞれの文化的痕跡を遺している。2010年から行われたベルリン工科大学の学際研究において、クラウディオス・プトレマイオスによる歴史的記述がなされた Setuacotum がトロイヒトリンゲンの先駆けであったことが示された。カロリング朝支配下の793年に、市の中心部の北、グラーベン地区にライン/マイン水系とドナウ水系とを結ぶ最初の運河カールスグラーベン（フォッサ・カロリーナ）が建設された。この街自体は899年に（Drutelinga という名称で）初めて文献に記録された。この集落は1044年には皇帝ハインリヒ3世と結婚したアグネスの嫁資として記録されている。12世紀中頃に最初の城砦が建設された。この城は、オーベーレ・フェステ（上の要塞）とも呼ばれた。現存する城跡は1970年代半ばからトロイヒトリンゲン城保護協会 e.V. によって維持管理されている。トロイヒトリンゲンは1400年頃に市場町に昇格したが、1495年の大火により大半が焼失した。1632年のリュッツェンの戦いでパッペンハイム伯ゴットフリート・ハインリヒが亡くなり、その息子ヴォルフ・アダムがマルティン・マクシミリアン・フォン・デア・ゴルツとの決闘で死亡した後、トロイヒトリンゲンは1647年にアンスバッハ辺境伯領となり、1809年の陪臣化後にバイエルン王国の一部となった。
トロイヒトリンゲンは19世紀になるまで手工業主体の市場町であった。トロイヒトリンゲンの陶磁器は有名で、「トロイヒトリンゲン食器」は地域を超えて重要であった。さらに1774年から「レオニシュ・モールおよびロープ製造」が操業し、その製品は世界中で使われた。1869年の最初の鉄道路線ミュンヘン - インゴルシュタット -　トロイヒトリンゲン - グンツェンハウゼン線およびそれに付随するインフラ建設はこの街に急速な発展をもたらし、トロイヒトリンゲンを鉄道都市に変えた。1875年頃に病院が建設された。人口はこの年の2000人から、1895年には3000人を超えた。トロイヒトリンゲンは1898年に摂政ルイトポルトから都市権を授けられた。

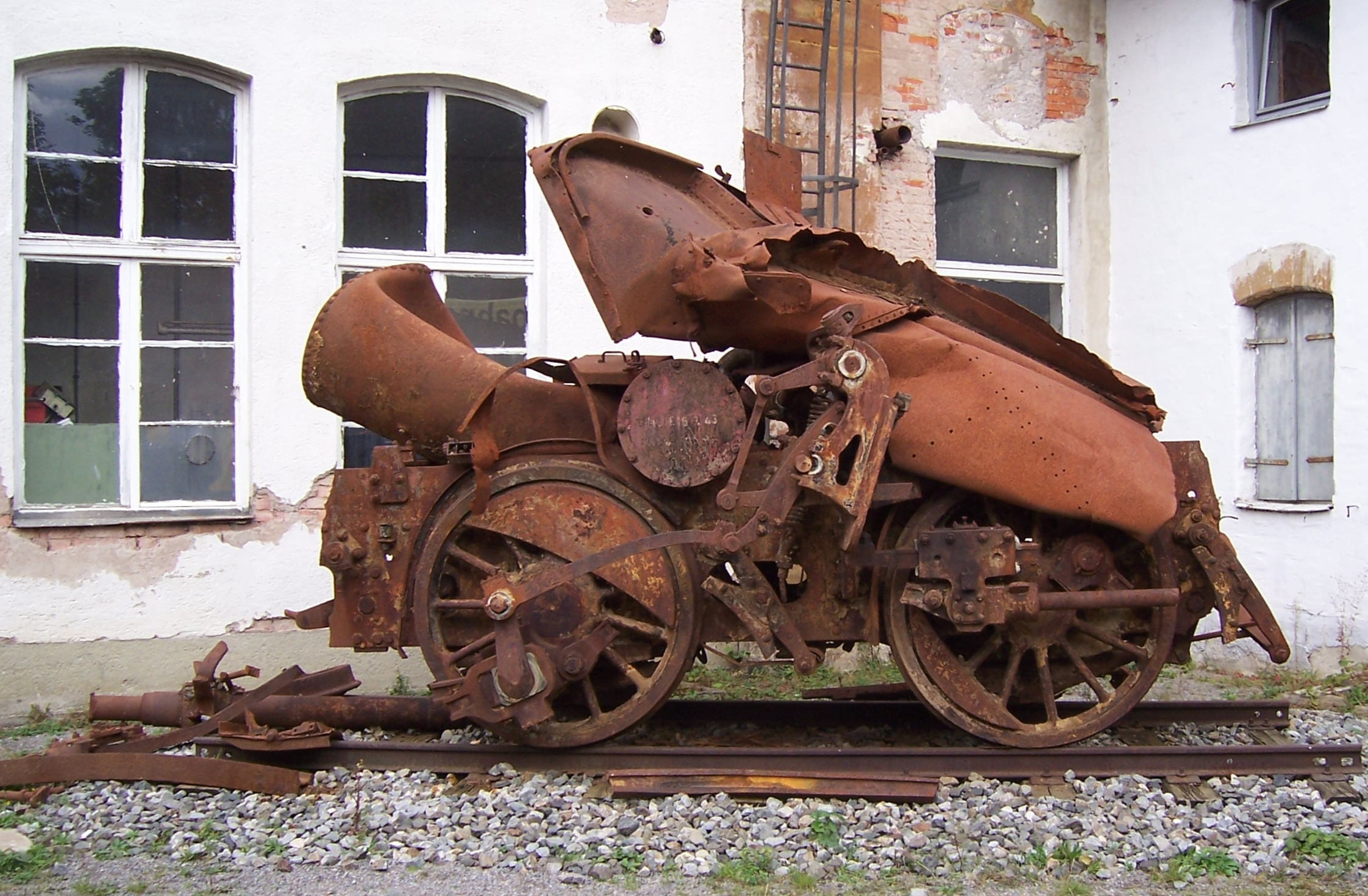
第二次世界大戦の空爆で破壊されたバイエルン G 3/4 H 型蒸気機関車

### 20世紀から21世紀
1917年からグリューンシュタットの印刷業者の息子で、功績が多いが無所属のエミール・ゾンマーが市長に就任していた。彼は一部ユダヤ人の血を引いていたため1933年に追放された。1945年2月23日の11:00頃、ちょうど帰休列車 SF 2046号が到着した時にトロイヒトリンゲン駅に空爆が行われた（クラリオン作戦）。列車の乗客は地下に逃げ込んだが、そこに直撃弾が命中した。地下駅で300人が死亡し、駅全体やその周辺を合わせると約600人が死亡、900人が負傷した。爆撃の犠牲者のほとんどがナーゲルベルクの戦争墓地委員会の記念埋葬地に埋葬された。2004年の駅舎改造で路線は地下トンネルの別の場所に移動したが、犠牲者を追悼するプレートが設けられている。1945年4月11日の2度目の攻撃では死者はなかったものの、バイエルン G 3/4 H 型蒸気機関車が破壊された。その残骸の一部が駅の改築中に発見され、ネルトリンゲンのバイエルン鉄道博物館に収蔵された。

### 市町村合併
バイエルン州の地域再編に伴い、1971年4月1日にブーベンハイムとグラーベンがこの街に合併した。1971年7月1日にはグレンハルトとシャムバッハがこれに加わった。廃止された自治体ハーク・バイ・トロイヒトリンゲンの一部が1972年1月1日に合併した。1972年7月1日には廃止されたグンツェンハウゼン郡からアウエルンハイム、ヴェッテルスハイム、ヴィディシュハウゼンが、同じく廃止されたドナウヴェルト郡からグンデルスハイムとメーレンがこの街に合併した。ディートフルトが1978年5月1日に合併して、一連の市町村は終了した。

### 地名の由来
最も古くからの説によれば、トロイヒトリンゲン (Treuchtlingen) の地名は、Truhtilo という人名に由来する。基礎課程学校の生徒はこれを次の歌で習った。「Von Truhtilo dem Alemannen (oder auch Alamannen) hat Treuchtlingen seinen Namen.」（アレマン人の Truhtilo からトロイヒトリンゲンはこの名がつけられた）伝承では、233年頃にアレマン人がリーメスを突破した後、アレマン人の一団がアルトミュール川の渡渉地に定住したとされる。この事から「Das Dorf des Truhtilo」、「Truhtiolingen」と変化し、最終的に「Treuchtlingen」となった。
しかしこの人名説は、何ら証拠がない。ヨアヒム・グルツェガによれば、この名称は、かつては「同盟」を意味する語 *truht、後には「忠実な」を意味する triu に由来するのではないかとしている。

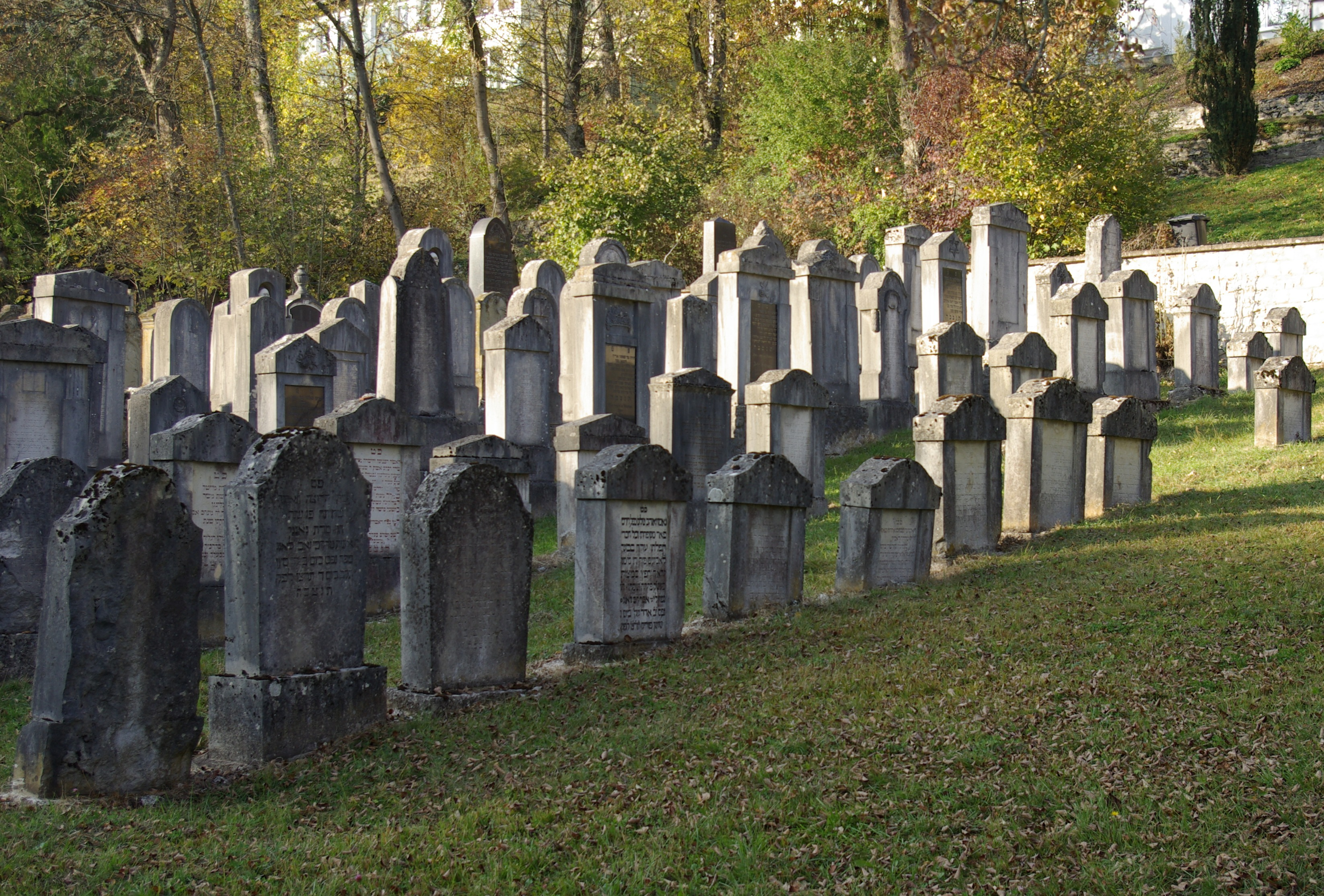
トロイヒトリンゲンのユダヤ人墓地

### ユダヤ人コミュニティ
トロイヒトリンゲンには中世から20世紀（1939年）までユダヤ人が住んでいた。最初の記録は1348年/1349年のペストの際の迫害に関連したもので、この街のユダヤ人もその被害に遭った。近代的なコミュニティの形成は17世紀から18世紀に遡る。18世紀の間に、トロイヒトリンゲンにバイエルンで最も重要なユダヤ人コミュニティの1つが形成された。ユダヤ人の人口は、1837年に288人（全人口1,590人の 17.7 % にあたる）で、ピークに達した。1925年頃のこのコミュニティの人口は115人であった。多くのユダヤ人のクラブが街の生活を形成していた。ユダヤ人家族は、この街にとって経済的に重要な数多くの商店や貿易業者を運営していた。現在ではユダヤ人墓地だけが数世紀におよびこの街のユダヤ人の歴史を物語っている。1990年にこの街でのユダヤ人迫害の犠牲者のための記念碑が建立された。2009年にかつてのユダヤ人の倉庫、現在の市立図書館の近くに、かつてトロイヒトリンゲンに住んだすべてのユダヤ人家族を記念する追想の場が設けられた。

## 各地区

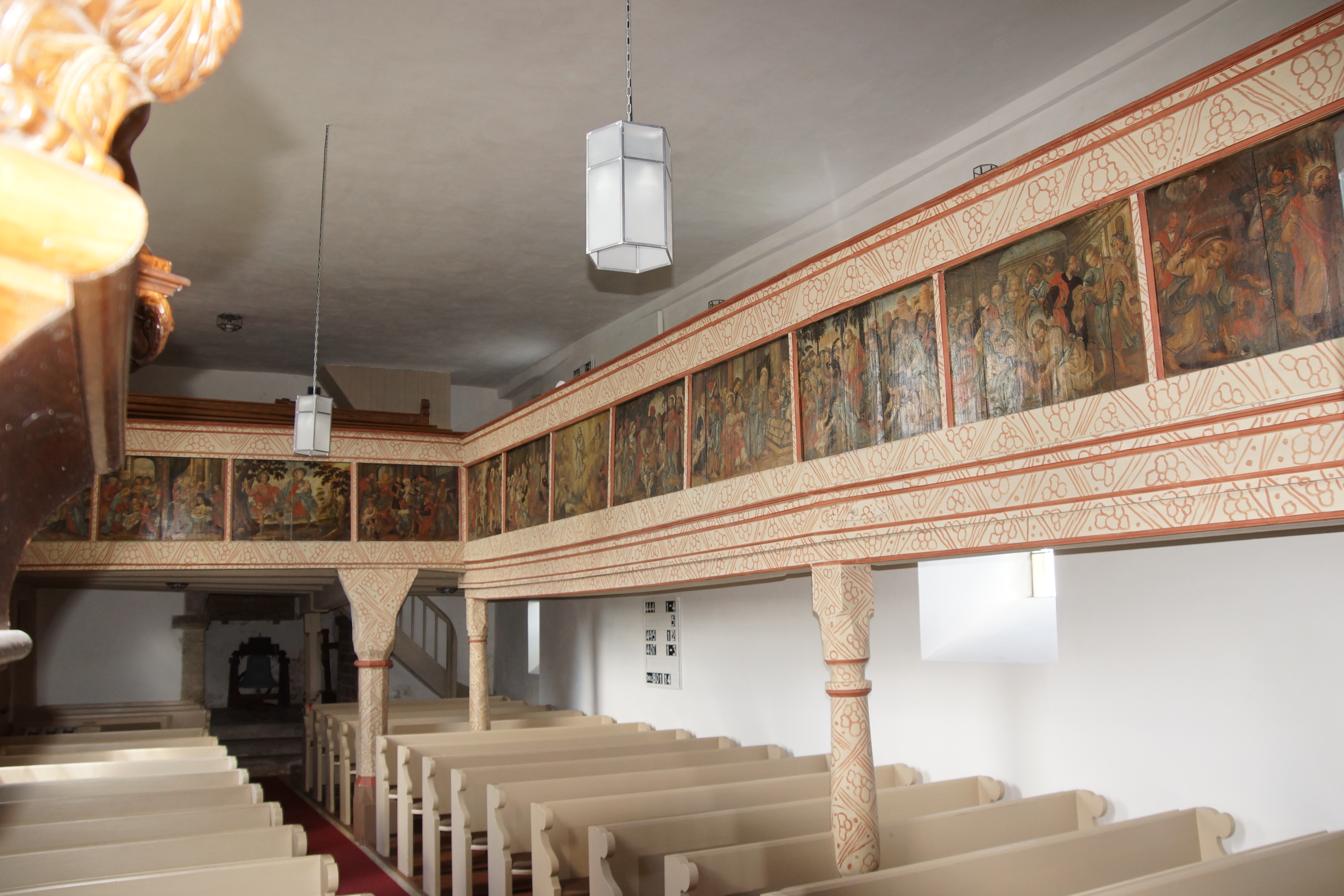
アウエルンハイムの聖ゲオルク教会、2階席の絵画

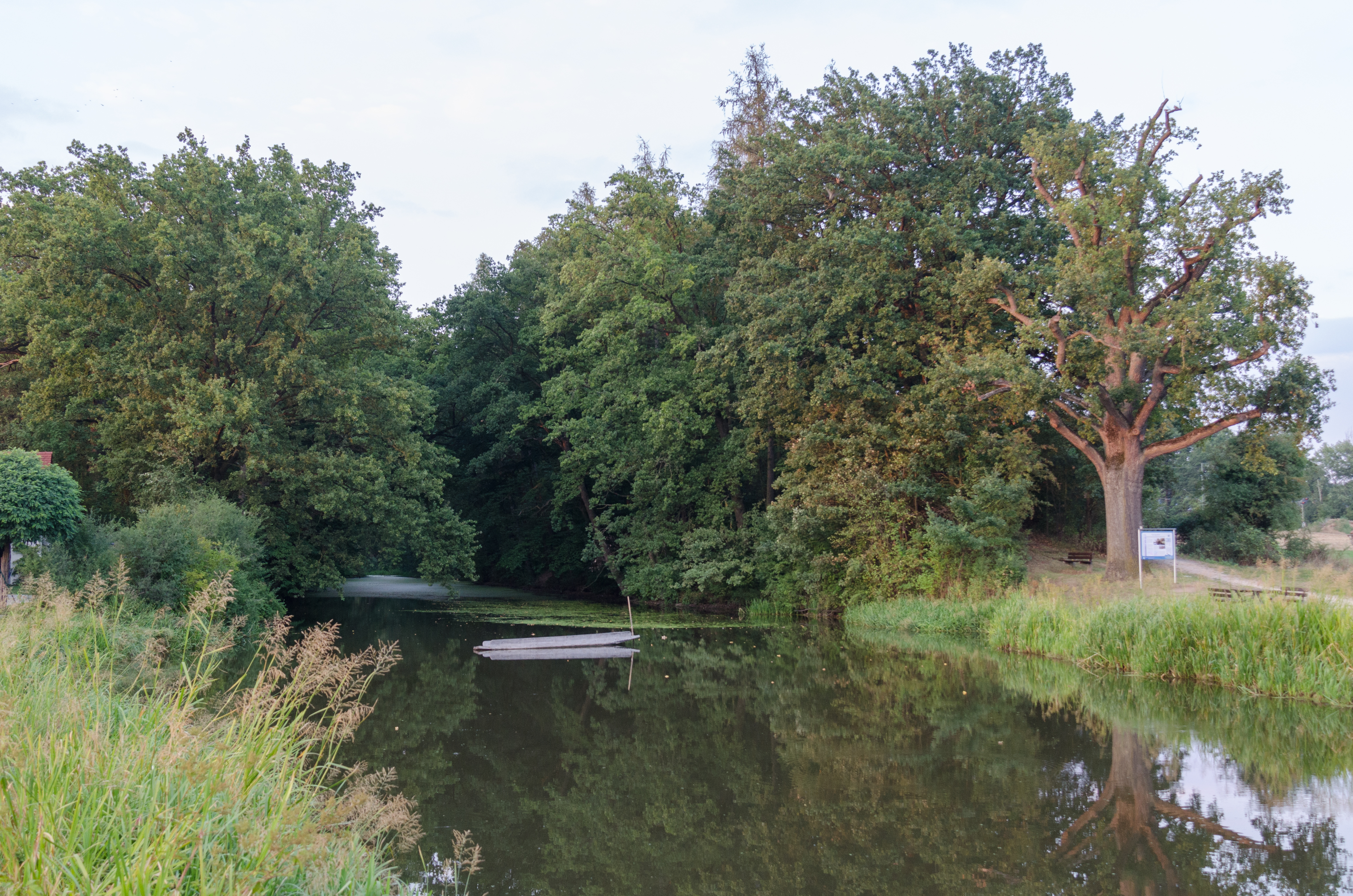
フォッサ・カロリーナ跡

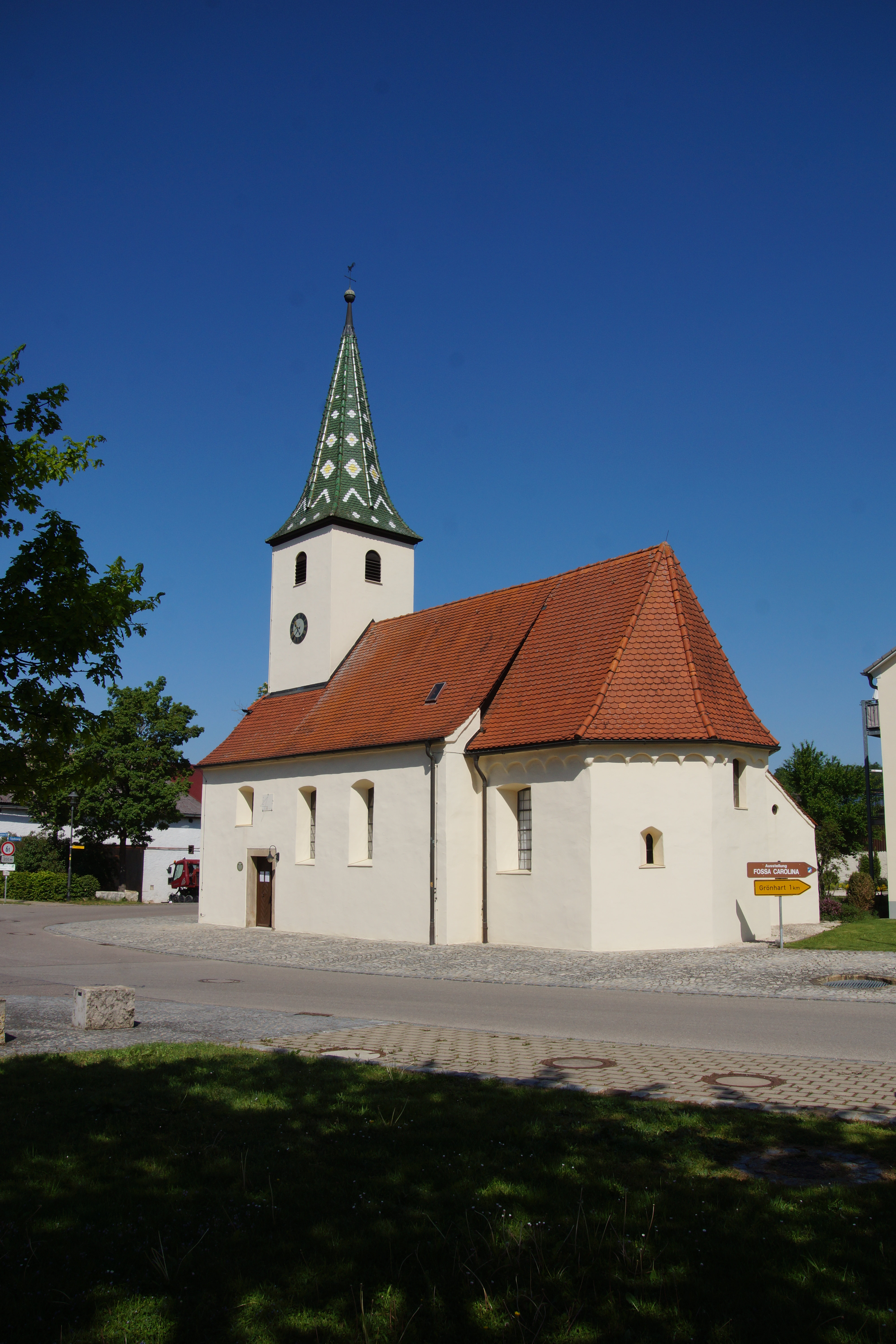
グラーベンの聖クニグンデ教会

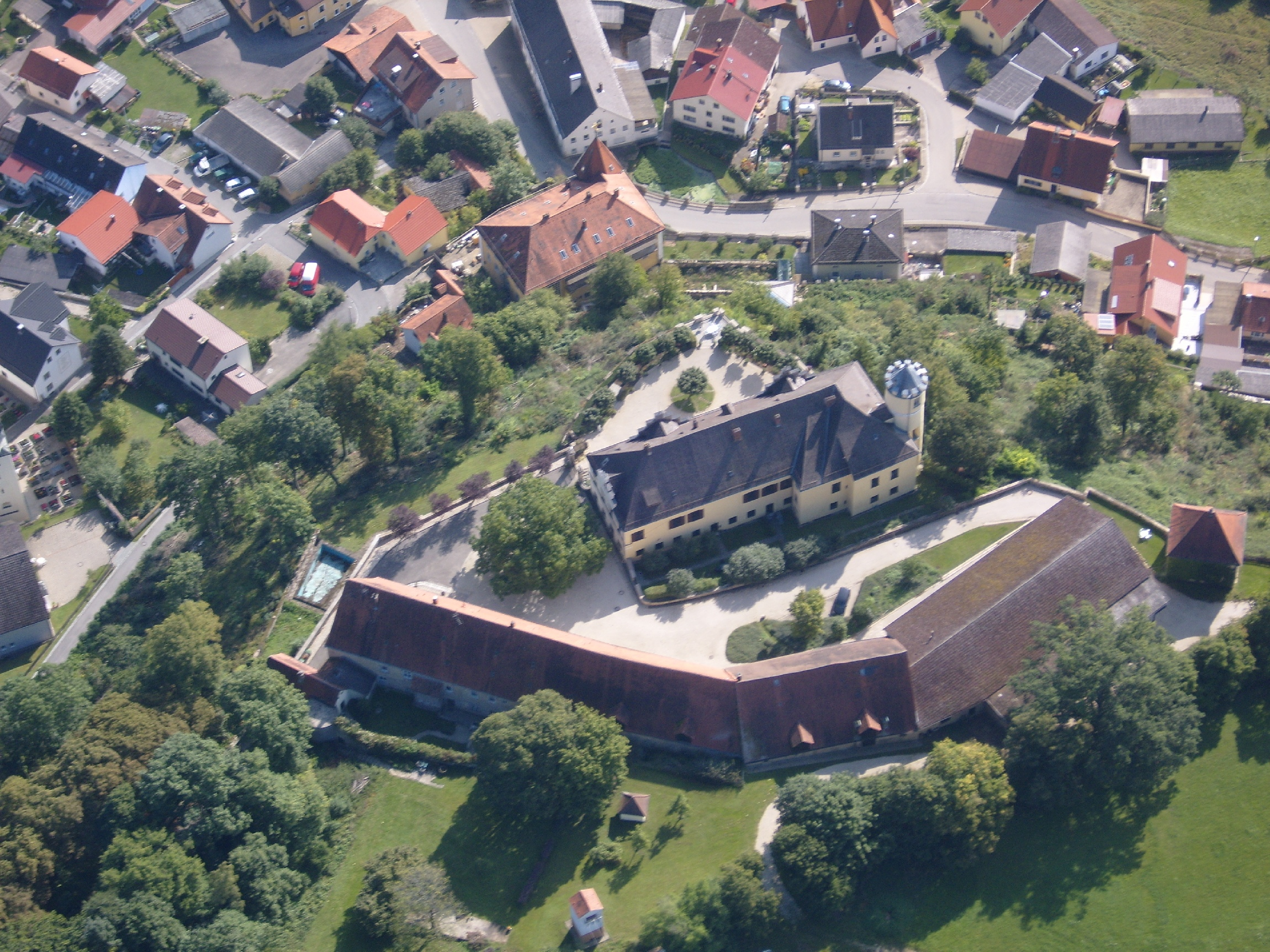
メーレン城

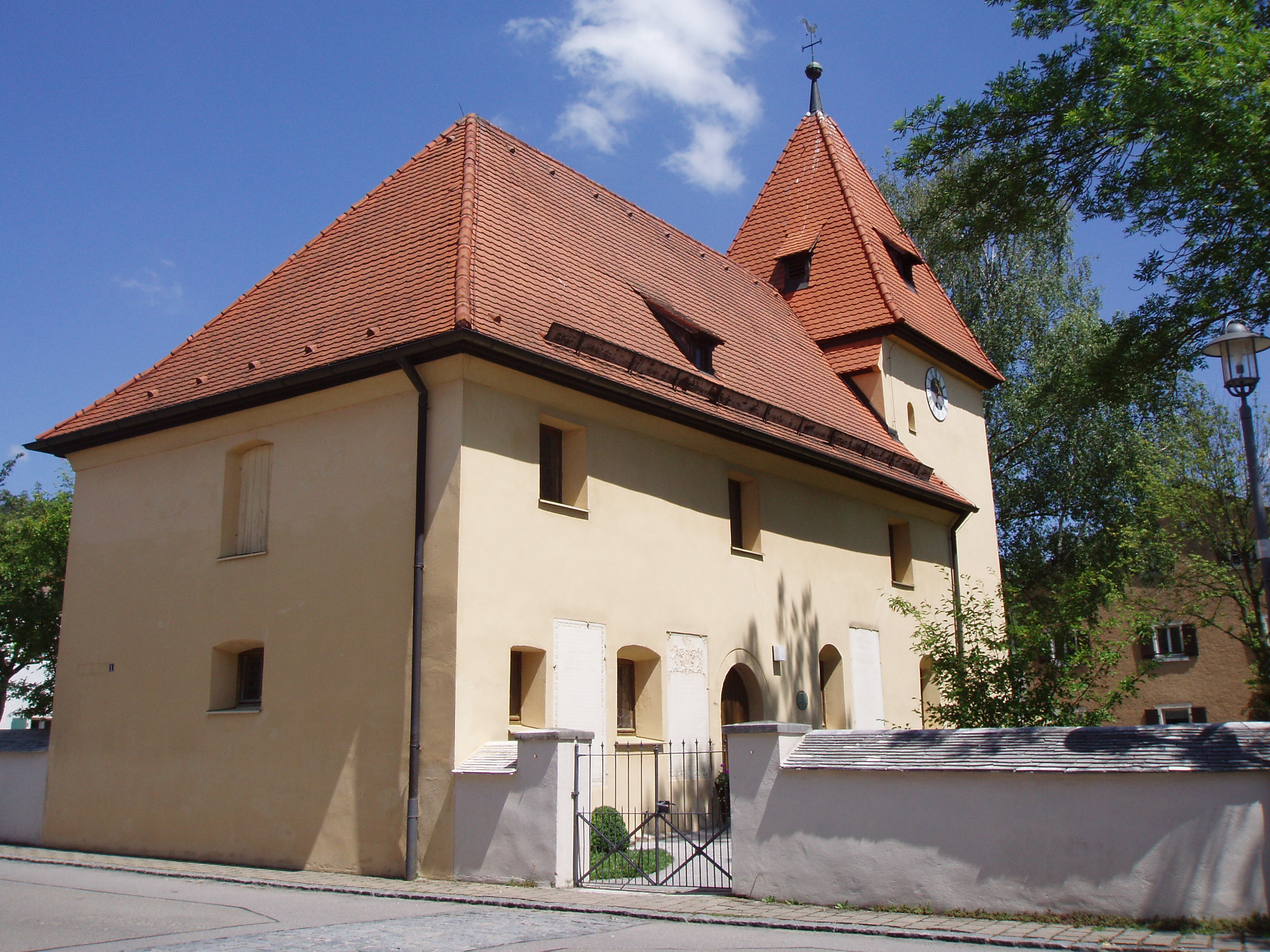
シャムバッハのヴィリバルツ教会

- アウエルンハイムはハーネンカムの上（海抜 634 m）にあり、人口は約700人である。かつて自由農民の村であったこの集落は6世紀から8世紀に形成された。最初の文献記録は1057年/1075年になされている。アウエルンハイムはミッテルフランケンで最も高い場所にある集落である。ヴァイセンブルクガー盆地、アルトミュールアルプ、リース盆地、フェーン現象の日にはアルプスまでを見渡すことができるキルヒベルクに建つ福音主義ルター派の聖ゲオルク教会は、この地域で最も素晴らしい教会の1つとされている。この教会は、画家のヨアヒム・ヤーコプ・ブレンナーが1680年に制作したイエスの生涯のシーンを描いた、傑出した農民風バロックの壁画を持つ。
- ブーベンハイムはアルトミュール川沿い（海抜 420-440 m）にあり、リース・インパクト（1万5000万年前の隕石衝突）により生成された岩石を見ることができるブーベンハイマー・ベルク周辺にあたる。この集落の人口は約410人である。8世紀にはすでに記録が遺っており、792年にフォッサ・カロリーナ（ドイツ語版、英語版）掘削の際にカール大帝がブーベンハイムを訪れている。集落の近くに飛行場がある。
- ディートフルト・イン・ミッテルフランケンは、人口約450人である。アルトミュールタールの入口にあたる、海抜 400 m に位置している。この集落は802年に フランケン貴族の娘 Reginsind が所領を聖ガレン修道院に寄進した際に初めて記録されている。パッペンハイム元帥は、中世には最も重要な領主の一人であった。
- ファルベンタールは、海抜 520 m に位置し、1250年にヴュルツブルク修道院の所領に初めて記録されている。集落名は、農場の名前として解釈できるので、12世紀以前には存在していなかったと考えられる。この集落は14世紀末にヴュルツブルク修道院とともにブランデンブルク＝アンスバッハ辺境伯の所領となった。1608年にファルベンタールはハンス・フォン・ブーフホルツ・ツー・ヘルフェンベルクにレーエンとして与えられた。1642年にヨハン・フォン・ロイベルフィングがこの所領を獲得した。かつての領主館は現在、住居として利用されている。
- グラーベンは、人口約200人の小さな村で、海抜 410 m に位置している。集落名はカールスグラーベン（直訳: カールの溝、フォッサ・カロリーナを意味する）に由来する。現在も土手や出土品がこのことを示している。ヒュッティンガー・ショイネ（直訳: ヒュッティンゲンの納屋）では、1200年以上前の建物を鮮やかに再現したカールスグラーベンの展示が行われている。保存状態の良い後期ゴシック様式のフレスコを有する福音主義ルター派の聖クニグント教会も見応えがある。この村はナーゲルベルクの麓に位置しており、ヘクエンタンツプラッツ（直訳: 魔女が踊る広場）と呼ばれる広場がある。
- グレンハルトは海抜 425 m の沖積砂の高地上に位置しており、集落の名前もこれに由来する（砂地の森の集落）。これは農場の名称でもあるため、11世紀または12世紀に成立したと考えられる。文献上は1251年に初めて記録されている。土着の騎士家はおそらく13世紀に断絶した。その後の数世紀にわたってヴュルツブルク修道院、ヴィリヒ・フォン・トロイヒトリンゲン、パッペンハイム家がこの地を領した。村のすぐ近くをヨーロッパ主要分水帯が通っている。1984年にここに泉が造られ、その水は2本の小川に流されている。1本はアルトミュール川を経由してドナウ川に、もう1本はシュヴェービシェ・レツァート川（ドイツ語版、英語版）とマイン川を経由してライン川に注ぐ。
- グンデルスハイムは、メーレンバッハタール（海抜 460-480 m）に位置し、人口は約500人である。この集落は1065年に初めて記録されており、バロック様式の外観の小さな教会を有している。地学上興味深いのが、大理石の産出である。ここは、石灰岩の上にリース・インパクトで飛散した岩石が積もったように見える。1970年8月にネルトリンガー・リースで地質学訓練を受けていた宇宙飛行士がグンデルスハイムを訪れた。この大理石は、たとえばベルリン・テンペルホーフ空港などに使われている。
- ハークは、海抜 515 m に位置する、1214年にパッペンハイム家の所領として初めて記録されている。しかし1360年にはアイヒシュテットの聖ヴァルブルク修道院がこの地を所有しており、パッペンハイム家は代官権だけを保持していた。これはおそらく12世紀にこの村が聖ヴァルブルク修道院によって造られたためであると思われる。地名は「垣で囲まれた場所」を意味する。高台に、1263年に上バイエルン公ルートヴィヒ2世に破壊されたと考えられている城の遺構がある。
- メーレンは、メーレンバッハタール（海抜 1455 m）に位置し、人口は約580人である。見所は、パッペンハイム伯のかつての城館と、豊かなバロック装飾を持つローマ＝カトリックのマリア被昇天教区教会である。
- オーバーホイメーデルンは、海抜 500 m に位置する。1403年にヴィリヒ・フォン・トロイヒトリンゲンとヨプスト・フォン・トロイヒトリンゲンがこれを担保としたときに初めて文献に記録されている。1596年にはパッペンハイム＝トロイヒトリンゲン家の所領となっており、ここからブランデンブルク＝アンスバッハ辺境伯に譲渡された。見所は、1813年に建設され1932年まで使われていた学校である。
- シャムバッハは、トロイヒトリンゲンの近く、魅力的な景観のシャムバッハタール（海抜 411-520 m）の入口に位置しており、人口は約700人である。この交通の便が良い場所にある村には昔から定住がなされていたことが発掘によって示されている。文献上は802年に Scammaha という表記で初めて記録されている。教会は、早くも8世紀に建設されたヴィリバルツ教会を起源とする。このずんぐりとした建物は、集落中心の家々よりもかろうじて高い。
- シュリッテンハルトは、1306年にトルーエンディング伯ウルリヒが騎士のコンラート・フォン・レーヒェンベルクに Slitenhart 集落を売却したとして初めて文献に記録されている。この小集落は1486年からハイデンハイム修道院に属し、その後ブランデンブルク＝アンスバッハ辺境伯領となった。
- ウンターホイメーデルンは、おそらく12世紀に成立した。1286年にヴュルツブルク修道院がそれまで受け取っていたメーレンベルク、ヴォルフハウゼン、それらから haemedern からの収入をウルリヒ・フォン・ミッテルブルクに与える事を承認した際に初めて記録されている。その後はエリンゲンのドイツ騎士団、ヴィリヒおよびウルリヒ・フォン・ミッテルブルクに属した。この小集落は15世紀にニュルンベルクの聖カタリナ修道院に担保に出された。1596年にはパッペンハイム＝トロイヒトリンゲン家、その後ブランデンブルク＝アンスバッハ辺境伯が Vndterheumödern の2つの農場と1軒の家屋を有していた。現在この集落には2軒の専業農家があるだけである。
- ヴェッテルスハイムは、ハーネンカムのパトリヒおよびフィーアシュタインベルク（海抜 450 m）の麓にあり、人口は約1500人である。この集落はおそらく5世紀から6世紀にはすでに成立していた。この集落の最も古い教会は、パトリヒ山の麓にあるマルティンス教会である。この教会は13世紀にヴュルツブルク修道院から分離された。1958年の修復で1058年頃のフレスコが発見された。見所は1515年に制作された厨子式祭壇である。
- ヴィンディシュハウゼンは、魅力的なロールバッハタール東部に位置しており（海抜 480 m）、人口は約150人である。最初の教会が建設された1057年に最初の文献記録が遺されている。ここは、時代とともにトロイヒトリンゲン伯、ヴュルツブルク修道院、レプドルフ修道院、ハイデンハイム修道院が領した。集落名はおそらくスラブ民族 (windisch = slawisch) に由来する。

## 行政

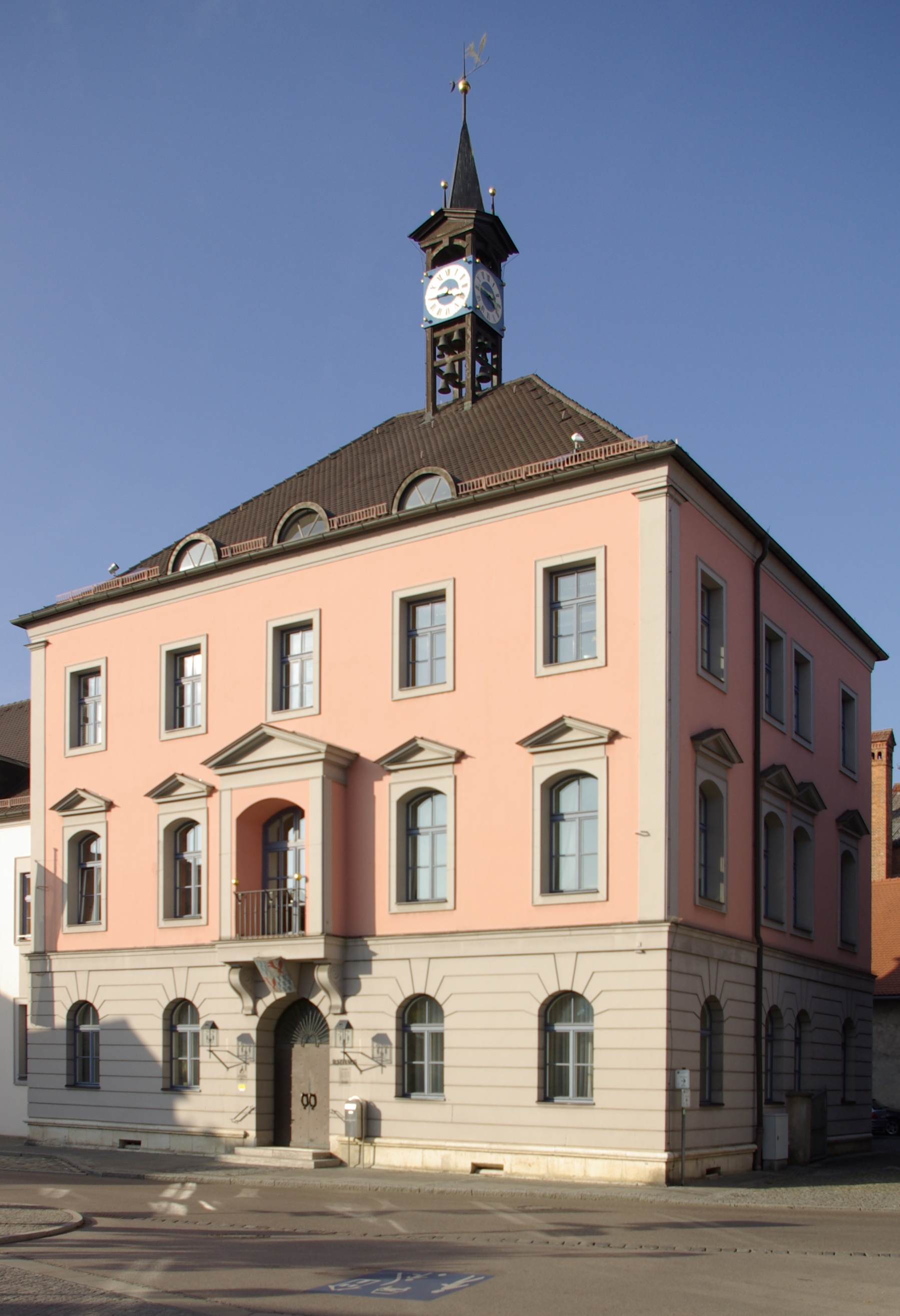
トロイヒトリンゲン市庁舎

### 議会
トロイヒトリンゲンの市議会は24議席で構成されている。

### 首長
第二次世界大戦後の市長を列記する。
- 1946年 - 1956年: フリードリヒ・コルン
- 1956年 - 1984年: ハンス・デプラー
- 1984年 - 2008年: ヴォルフガング・ヘルマン (CSU)
- 2008年 - 2020年: ヴェルナー・バウム・ユンゲ (SPD)
- 2020年 - : クリスティーナ・ベッカー (CSU)[13][14]。

### 紋章
図柄: 四分割。向かって左上と右下は、銀と青の3行のヴェア。向かって右上と左下は銀地に飛び跳ねる赤いキツネ。

### 姉妹都市
トロイヒトリンゲンは以下の街と姉妹都市関係にある。
- ポンサッコ（イタリア、トスカーナ州）2003年
- ボニハード（ハンガリー語版、英語版）（ハンガリー、トルナ県）2011年

### フリーソフトウェアとIT-インフラ
トロイヒトリンゲン市当局は、2001年にハインツ＝マルクス・グレージングをIT-指導者として、ドイツで初めて自由ソフトウェアにインフラを移行した街である。

## 文化と見所

### 建築

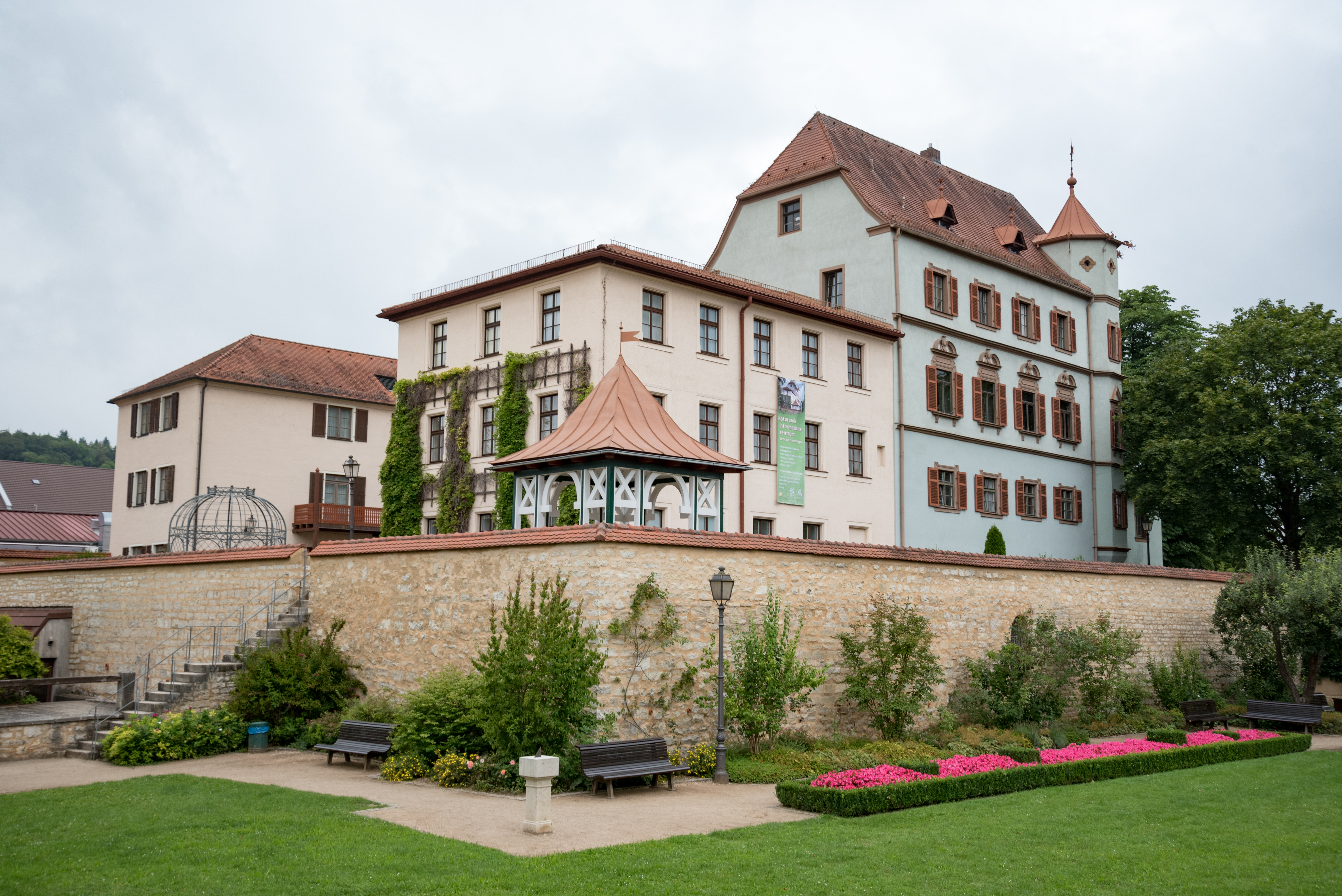
トロイヒトリンゲンのシュタットシュロス

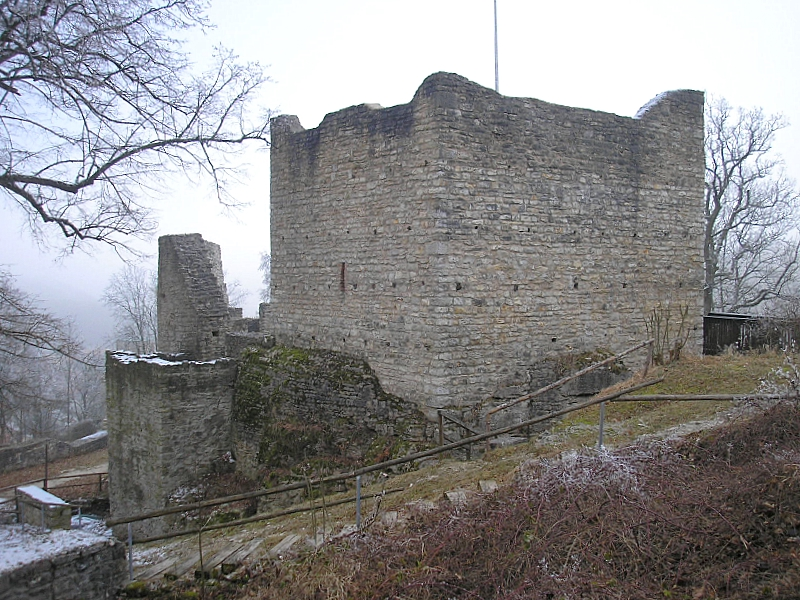
オーベーレ・フェステ

- 16世紀に建設されたシュタットシュロス（直訳: 市の城館）は、かつてパッペンハイム家およびアンスバッハ家の水城であった。1594年5月29日に、後に三十年戦争で将軍となるパッペンハイム伯ゴットフリート・ハインリヒ（ドイツ語版、英語版）がここで生まれた。彼は1632年のリュッツェンの戦いで亡くなった。これを題材としたフリードリヒ・フォン・シラーの戯曲「ヴァレンシュタインの死」に、「Daran erkenn´ ich meine Pappenheimer」（これで我がパッペンハイムのことが判る）という台詞があり、これから seine Poppenheimer kennen（「相手がどんな奴か知っている」）という成句が生まれた。トロイヒトリンゲンのシュタットパルク（直訳: 市立公園）には、当時の市場の西の入口に伯が建立したマルタークロイツ（十字架）が立っている。
- オーベーレ・フェステ（直訳: 上の要塞）城趾。12世紀前半に建設されたトロイヒトリンゲン城は、トロイヒトリンゲン城維持管理協会 e.V. によって1974年から様々な活動で修復がなされている。発掘による出土品は郷土博物館で見学することができる。城趾は一般公開されており、公開される週末にはベルクフリート（ドイツ語版、英語版）にも入ることができる。ここからは市街を望む眺望が得られる。
- トロイヒトリンゲン民俗博物館は、かつての城の向かい側にあたる、かつて衣服の縁飾りを作っていた工場跡に入居している。ここにはトロイヒトリンゲン城趾や、ケルト時代にまで遡る興味深い発掘出土品が常設展示されている。
- ヴィラ・ルスティカ。ブドウ農場の山のすぐ近くにあるナーゲルベルクの南東斜面に、ローマ時代の荘園の遺跡がある。
- ラムベルトゥス教会（カトリック）。この礼拝堂は9世紀または10世紀に初めて建設されたが、その後何度も破壊された。現在の建物は1733/34年に建設されたものである。
- マリエン教会（カトリック）。1933/34年に地元のジュラ山地の荒石で建設された。
- 辺境伯教会。パッペンハイム家最後の当主ゴットフリート・ハインリヒの死後、宗教改革を支援するトロイヒトリンゲンはブランデンブルク＝アンスバッハ辺境伯（後のブランデンブルク＝アンスバッハ＝バイロイト辺境伯）の所領となった。アンスバッハ辺境伯は1757年にアルトミュール川の近くにこのプロテスタント教会を建設した。この教会堂は1998年から2002年に改修が行われた。
- ナーゲルベルクの戦争墓地。ここには、1945年2月23日の駅への爆撃で亡くなった約400人の死者と、第二次世界大戦で亡くなった約2,100人の兵士および市民が葬られている[18]。
- ユダヤ人墓地。1773年に造営され、現在は閉鎖されているこの墓地は、トロイヒトリンゲンに数世紀にわたって存在して、この地域で最も重要なユダヤ人コミュニティーの1つであったユダヤ人社会を記念する場所である。保存されているターラーハウス、凝ったつくりの墓石の一部、1933年から1945年に暴力の犠牲となったユダヤ人を追悼する、地元芸術家フランツ・ペーター・ブルガーによる追悼碑が外から見られる。

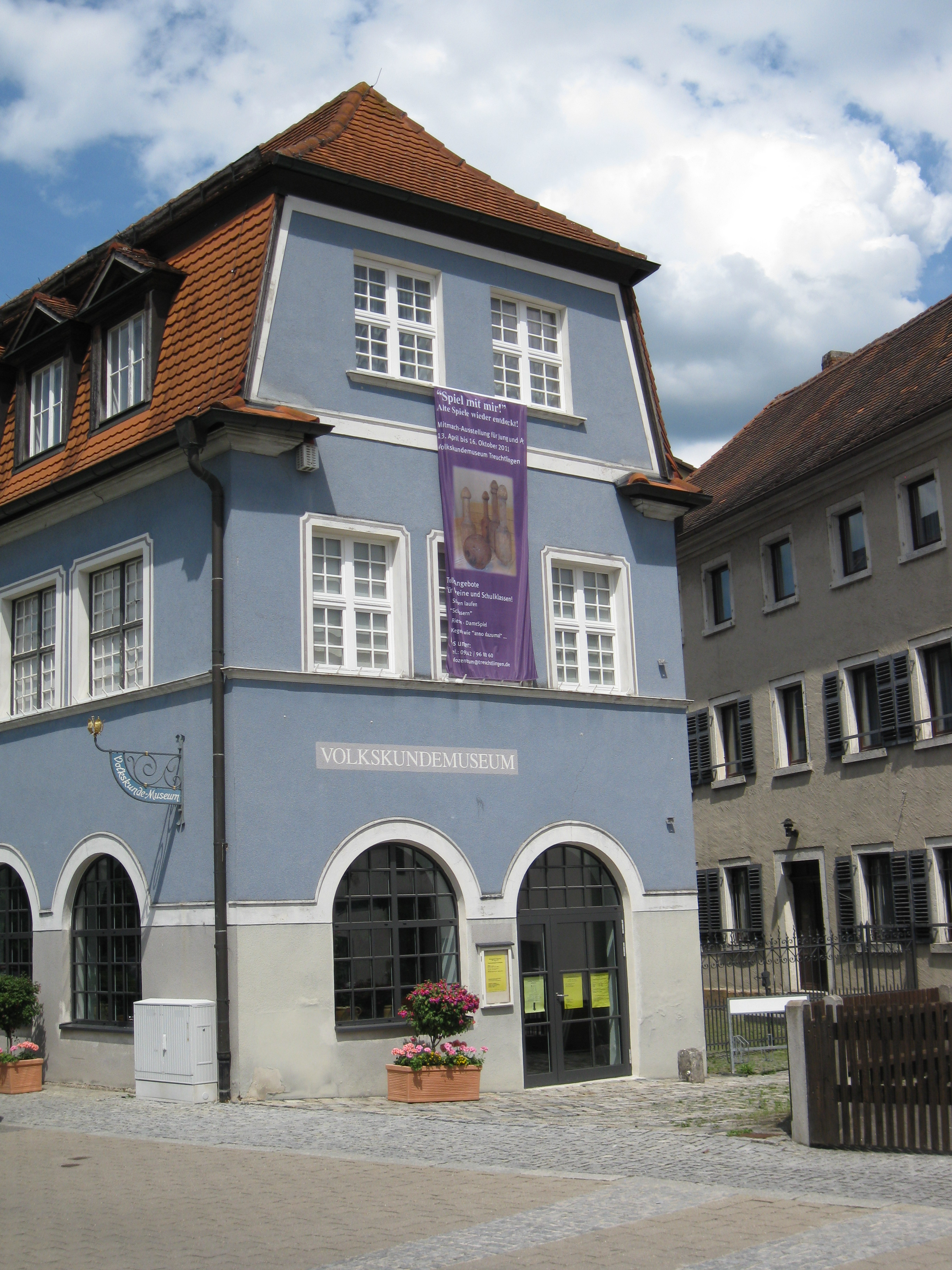
トロイヒトリンゲン民俗博物館
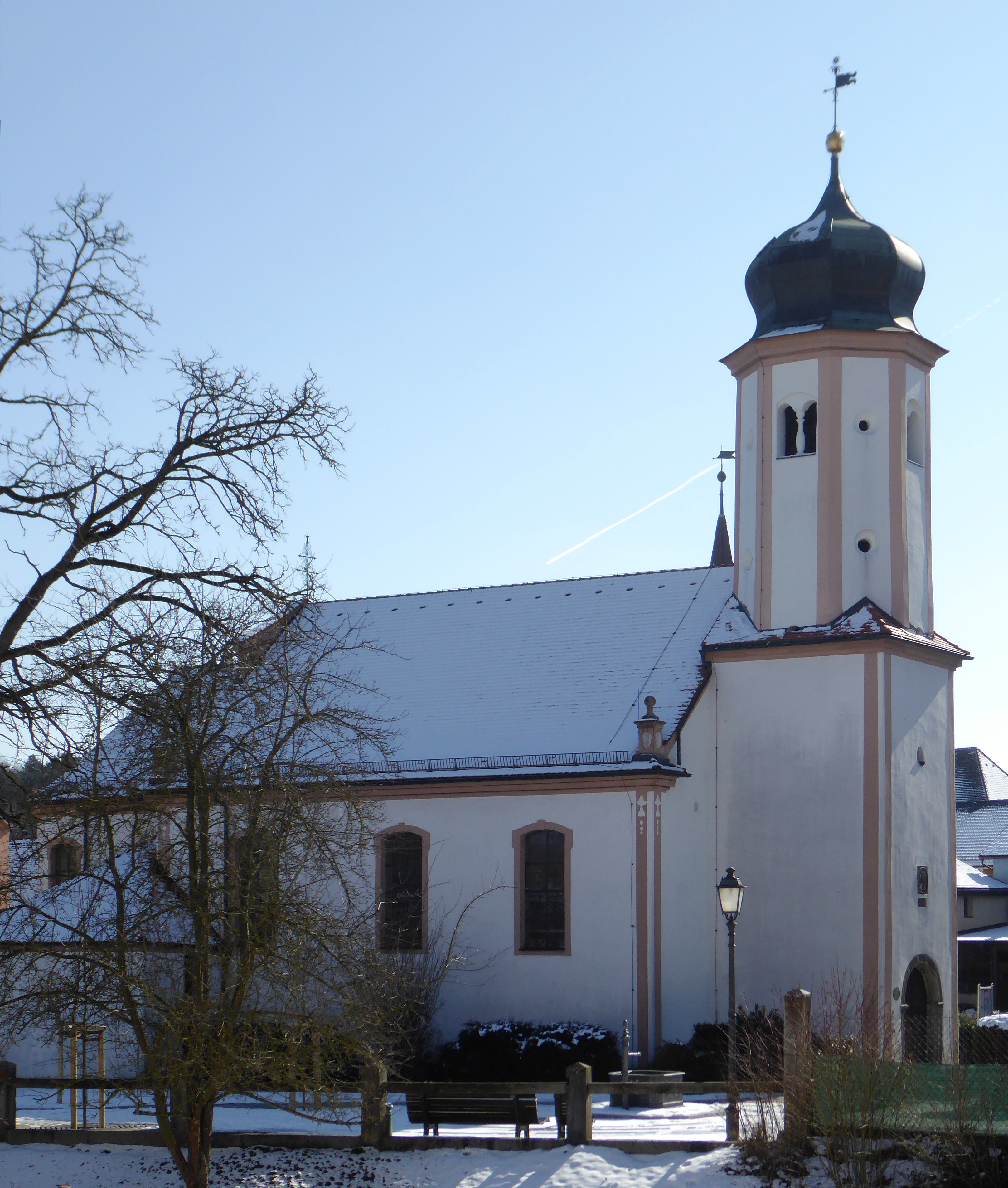
聖ラムベルトゥス教会
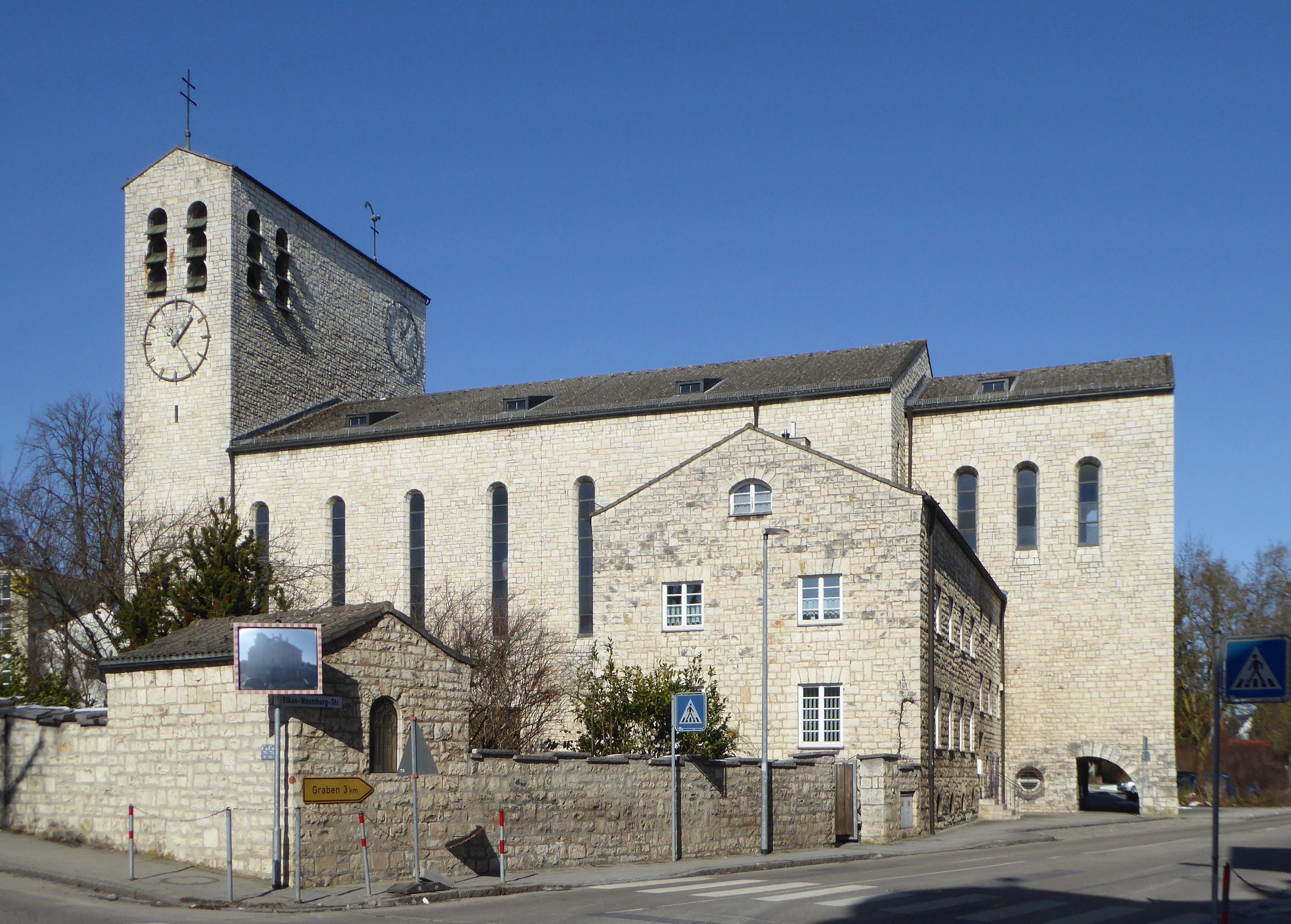
マリエン教会
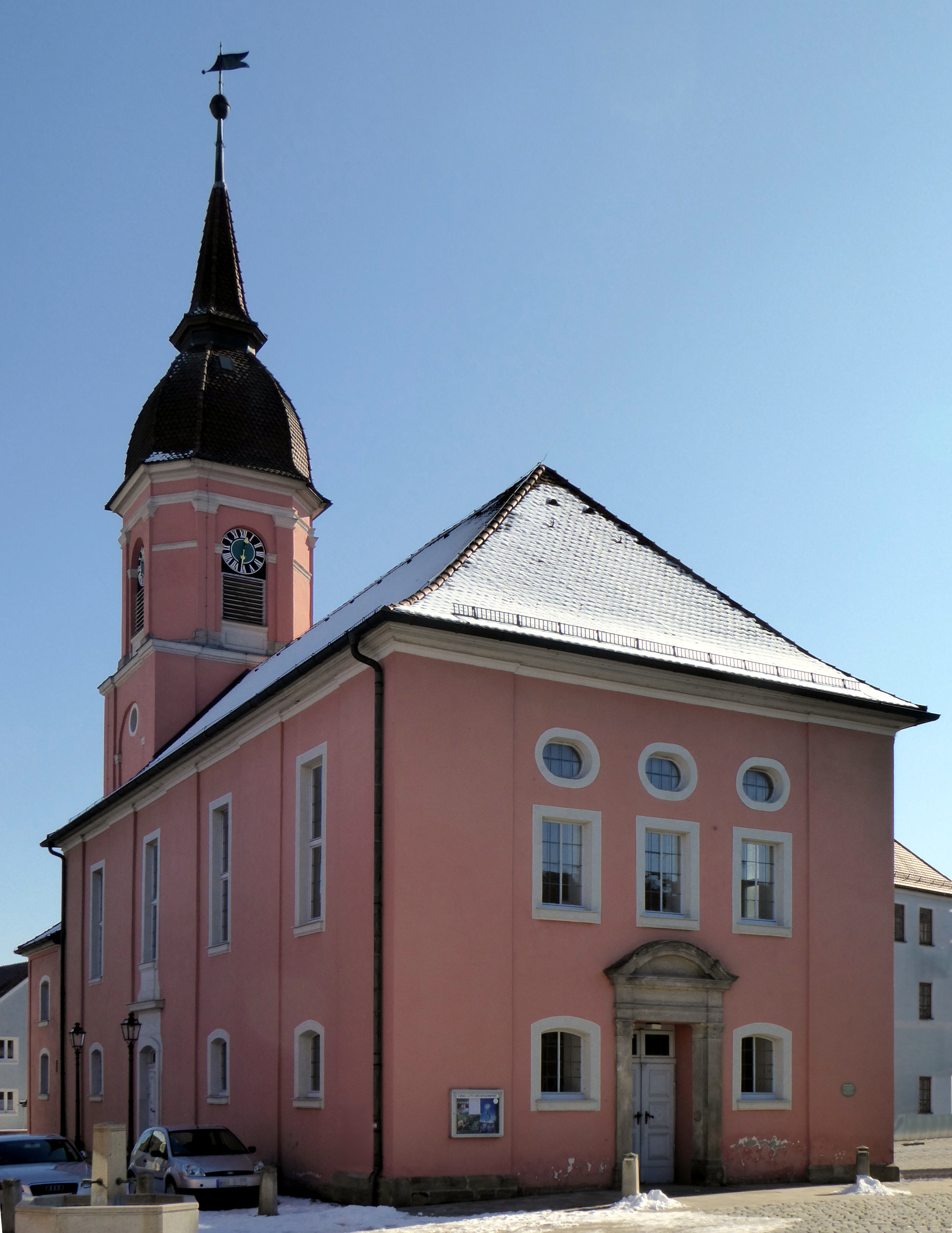
辺境伯教会
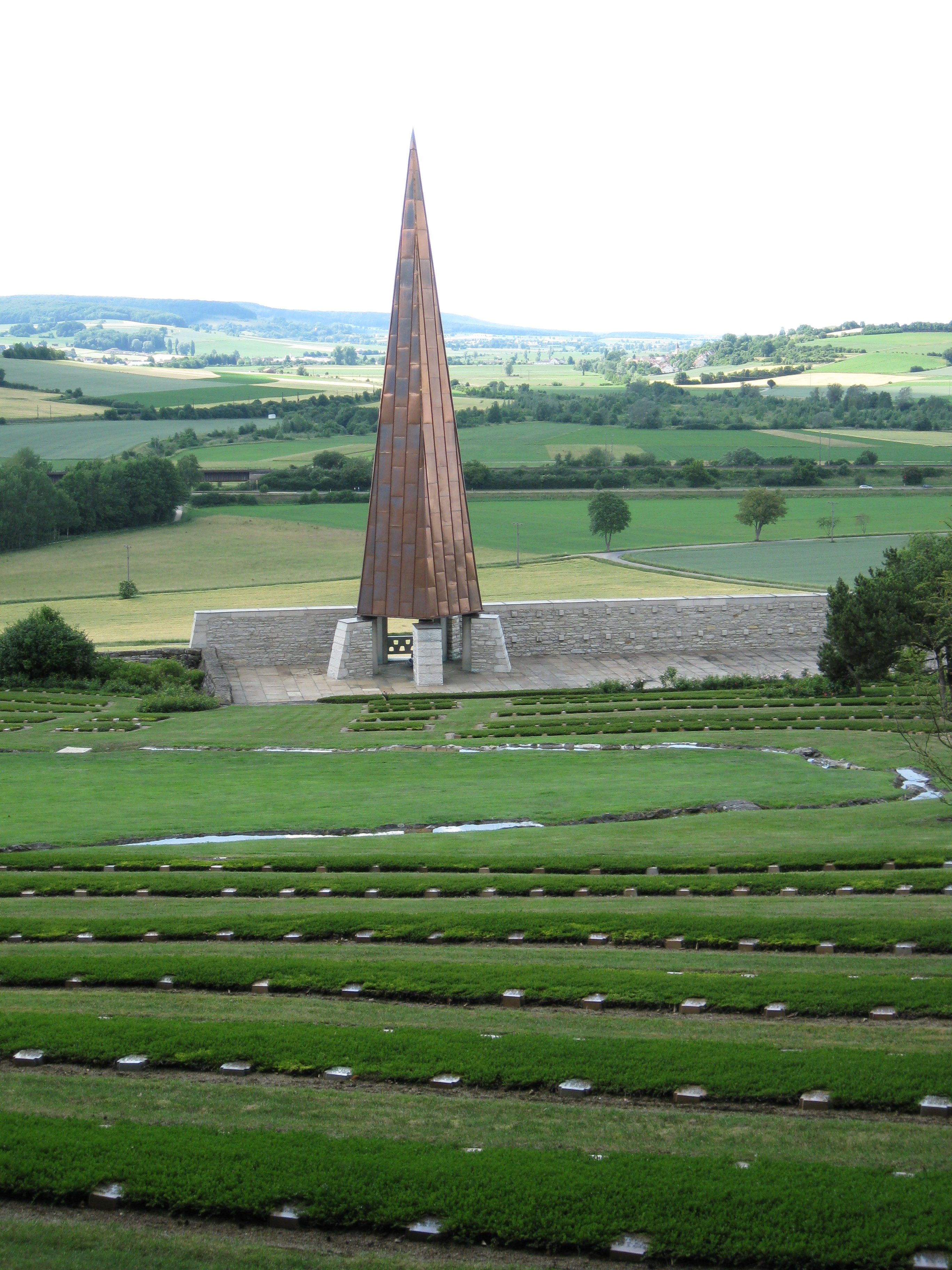
ナーゲルベルクの戦争墓地

### 年中行事
- ブルクフェスト（直訳: 城祭）
  - 毎年6月の第3週末に城趾の上の広場でブルクフェストが開催される。1998年（市への昇格100周年、トロイヒトリンゲン1000周年）や2000年（城砦協会創立25周年）といった特別な機会には、歴史的な衣装でブルクフェストが開催される。2007年6月23日から24日にも第30回ブルクフェストを記念して歴史ブルクフェストが開催された。
- トロイヒトリンゲン民俗祭
  - 7月の第2金曜日に開幕するこの祭は10日間続く。会場は祝祭広場である。
- エーバー＝ハルト＝フェスティバル
  - 9月の第1週末にトロイヒトリンゲン近郊の大理石工場でニューカマーバンドのための野外コンサートが開催される。

### 公園
クアパルクでは彫刻や塑像が見られる。

## 経済と社会資本

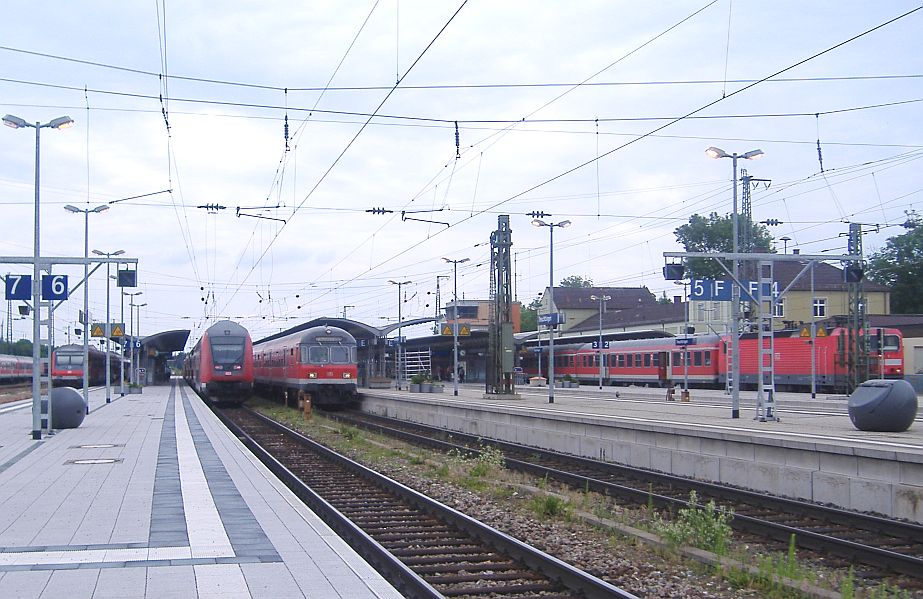
トロイヒトリンゲン駅

### 交通
連邦道2号線 (B2) がトロイヒトリンゲンの東約 2 km を通っている。州道 St 2216、St 2217、St 2230 がこの街と周辺市町村とを結んでいる。
トロイヒトリンゲン駅は重要な鉄道乗換駅である。トロイヒトリンゲンからヴュルツブルクへ（トロイヒトリンゲン - ヴュルツブルク線）ならびにトロイヒトリンゲンからインゴルシュタットを経由してミュンヘンへ向かう路線（ミュンヘン - トロイヒトリンゲン線）とドナウヴェルト - トロイヒトリンゲン、トロイヒトリンゲン - ニュルンベルクの路線とがここで交差している。高速鉄道ニュルンベルク - インゴルシュタット線が開通して以後、遠距離旅客交通としての重要性は失われたが、全国的な貨物輸送にとっては重要な結節点であり続けている。この駅はニュルンベルク広域交通連盟に属している。この駅は大規模な近代化がなされ、現在はバイエルン＝タクトのローカル列車の他に、インターシティやインターシティエクスプレスの列車も数本停車する（2011年7月現在）。地域貨物輸送では元々の重要性は失われたが、アウディの工場や製油所があるインゴルシュタットからの要請に応じて、主に自動車運搬車両や燃料輸送車両の待避駅として利用されている。トロイヒトリンゲンでは、現在、砂利が不定期に積み込まれるだけである。
ニュルンベルク空港は約 75 km の距離にある。この他にトロイヒトリンゲン＝ブーベンハイムに飛行場がある。

### 教育と研究
トロイヒトリンゲンのゼネフェルダー＝シューレは、アロイス・ゼネフェルダーにちなんで命名された州立共同型総合学校で、中等学校、実科学校、ギムナジウムを含む。この学校ではヴァイセンブルク＝グンツェンハウゼン郡全域から約1,300人の生徒が学んでいる。
2010年10月に応用管理学大学が開校した。最初の学科はスポーツマネジメントである。

### 健康
トロイヒトリンゲン市立病院は1898年にベレククリニークとして設立された。この施設は老人医学（急性老人病学と老人リハビリテーション）に特化しており、老人養護施設とともに、トロイヒトリンゲン健康センターと改名された。この施設は2018年に閉院され、2020年に古い建物の取り壊しが決定した。ミッテルフランケン管区病院が140床の精神身体学専門病院を設立し、2024年に開院の予定であると発表された。

### 地元企業
- アルトミュールターラー・ミネラルブルネン（直訳: アルトミュールタール鉱泉）、ミネラルウォーターの充填工場。
- シュタルク・ラッキーレライ（直訳: シュタルク塗装）、自動車産業の下請け会社。
- トロイヒトリンガー・マルモルヴェルク（直訳: トロイヒトリンゲン大理石産業）、ハーク地区。採石業。
- アルフマイアー・プレツィジオーン（直訳: アルフマイアー精密機械）。自動車産業の下請け会社。
- フランケン＝ショッター（直訳: フランケン砂利）。ディートフルト地区およびメーレン地区。採石業。
- ジュラ・マーモルヴェルク・タイヒ（直訳: ジュラ大理石産業タイヒ）。グンデルスハイム地区。採石業。
- ハンス・ヒルシュマン KG 建設業 GmbH & Co.。道路、水路、高所建設業。
- クラウスマッファイ・テクノロジー GmbH。合成樹脂機械製造業。

### メディア
- ターゲスツァイトゥング・トロイヒトリンゲン・クリアー。ニュルンベルガー・ナハリヒテンの地方版
- 週刊シュタットツァイトゥング・ヴァイセンブルク

## 人物

### 出身者
- パッペンハイム伯ゴットフリート・ハインリヒ（ドイツ語版、英語版）（1594年 - 1632年）三十年戦争時の皇帝軍の将軍
- アルベルト・シュテックル（ドイツ語版、英語版）（1823年 - 1895年）哲学者、教授、国会議員
- ヨアヒム・グルツェガ（1971年 - ）言語学者
- ゼバスティアン・グラスナー（1985年 - ）サッカー選手

## 関連図書
- Johann Kaspar Bundschuh (1802). “Treuchtling”. Geographisches Statistisch-Topographisches Lexikon von Franken. Band 5: S–U. Ulm: Verlag der Stettinischen Buchhandlung. pp. 577–578 2022年5月28日閲覧。
- Daniel Burger; Birgit Friedel (2003). Burgen und Schlösser in Mittelfranken. Cadolzburg: ars vivendi verlag. pp. 125–128. ISBN 978-3-89716-379-9
- Jörg Frank; Rolf Frank. Eisenbahnkreuz Treuchtlingen. München: BUFE Verlag
- Walter E. Keller (2006). Treuchtlingen. Reihe Gelbe Taschenbuch-Führer. Treuchtlingen/ Berlin: wek-Verlag. ISBN 978-3-934145-31-3
- Walter E. Keller, ed (2002). Das Dorf Schambach. Treuchtlingen: wek-Verlag. ISBN 978-3-934145-15-3
- Gotthard Kießling (2000). Landkreis Weißenburg-Gunzenhausen. (= Denkmäler in Bayern. 70/1). München. ISBN 978-3-87490-581-7
- Josef Lidl (1984). Heimat- u. Bäderverein Treuchtlingen e.V.. ed. Heimatbuch Treuchtlingen
- Arthur Rosenbauer (2010). Vergessene Geheimnisse, wiederentdeckt: der Bergbau im Naturpark Altmühltal zwischen Altmühl, Anlauter und Donau. Treuchtlingen/Berlin: wek-Verlag. ISBN 978-3-934145-81-8
- Arthur Rosenbauer (2015). Ein Dorf rettet seinen Dialekt – Die Sprachinsel Auernheim. Treuchtlingen/Berlin: wek-Verlag. ISBN 978-3-934145-95-5
- Werner Somplatzki (1990). Kirchen in Altmühlfranken. Reihe Gelbe Taschenbuch-Führer. Treuchtlingen: wek-Verlag. pp. 70–73, 76–85. ISBN 978-3-924828-34-9
- Gottfried Stieber (1761). “Treüchtlingen”. Historische und topographische Nachricht von dem Fürstenthum Brandenburg-Onolzbach. Schwabach: Johann Jacob Enderes. pp. 809–818
- Pleikard Joseph Stumpf (1853). “Treuchtlingen”. Bayern: ein geographisch-statistisch-historisches Handbuch des Königreiches; für das bayerische Volk. München: Zweiter Theil 2022年5月28日閲覧。